# Kuramae Kokugikan
Kuramae Kokugikan (蔵前国技館?, Kuramae Kokugi-kan) era un impianto sportivo situato nel quartiere Kuramae di Taitō, Tokyo, costruito dalla Japan Sumo Association e aperto nel 1950.

## Storia
L'associazione aveva bisogno di un luogo permanente per tenere i tornei di sumo, ma la sede precedente, il Kokugikan, era stato danneggiato dai bombardamenti e requisito dalla forze alleate dopo la seconda guerra mondiale.
Da allora sono stati tenuti tornei in varie sedi, tra cui presso il Santuario Meiji e gli stadi di baseball. I tornei sono stati tenuti fino al settembre 1984, e nel gennaio 1985 è stato aperto il nuovo impianto sportivo Ryogoku Kokugikan.